# لوس آنخلس
لوس آنخلس (به اسپانیایی: Los Ángeles, Bío Bío) یک کومونه در شیلی است که در استان بیو بیو واقع شده‌است.

## خصوصیات
لوس آنخلس ۱٬۷۴۸٫۲ کیلومترمربع مساحت و ۱۸۶٬۶۷۱ نفر جمعیت دارد و ۱۳۹ متر بالاتر از سطح دریا واقع شده‌است.